# Diplegia
Diplegia, no singular, caracteriza  a paralisia que afeta partes simétricas do corpo, por exemplo, a diplegia facial ou a diplegia de Little na paralisia cerebral. Diferencia-se da quadriplegia ou tetraplegia, que envolve os quatro membros, não necessariamente de modo simétrico; da hemiplegia, que denomina a paralisia de um hemicorpo; e da paraplegia, que é a paralisia dos membros inferiores sem acometimento dos membros superiores.